# Gimnastică la Jocurile Olimpice de vară din 2024 - Sărituri feminin
Proba feminină de gimnastică  sărituri de la Jocurile Olimpice de vară din 2024 a avut loc în perioada 28 iulie-3 august 2024 la Palatul Sporturilor din Paris-Bercy din Paris, Franța.

## Program
Orele sunt ora Franței (UTC+1)
| Data                    | Oră   | Etapă      |
| ----------------------- | ----- | ---------- |
| Duminică, 28 iulie 2024 | 09:30 | Calificări |
| Sâmbătă, 3 august 2024  | 15:30 | Finala     |

## Rezultate

### Calificări
Rezultate calificări.
| Loc | Gimnastă                  | Săritura 1  | Săritura 1 | Săritura 1 | Săritura 1 | Săritura 2  | Săritura 2 | Săritura 2 | Săritura 2 | Total  | Rezultate |
| Loc | Gimnastă                  | Dificultate | Execuție   | Penalizare | Scor 1     | Dificultate | Execuție   | Penalizare | Scor 2     | Total  | Rezultate |
| --- | ------------------------- | ----------- | ---------- | ---------- | ---------- | ----------- | ---------- | ---------- | ---------- | ------ | --------- |
| 1   | Simone Biles (USA)        | 6,4         | 9,400      |            | 15,800     | 5,6         | 9,200      |            | 14,800     | 15,300 | Q         |
| 2   | Rebeca Andrade (BRA)      | 5,6         | 9,400      | 0,100      | 14,900     | 5,0         | 9,466      |            | 14,466     | 14,683 | Q         |
| 3   | Jade Carey (USA)          | 5,6         | 9,166      | 0,100      | 14,666     | 5,0         | 9,200      |            | 14,200     | 14,433 | Q         |
| 4   | Jordan Chiles (USA)       | 5,0         | 9,333      |            | 14,333     | 4,8         | 9,300      |            | 14,100     | 14,216 | –         |
| 5   | Yeo Seo-jeong (KOR)       | 5,4         | 9,000      |            | 14,400     | 5,0         | 8,966      |            | 13,966     | 14,183 | Q         |
| 6   | An Chang-ok (PRK)         | 5,0         | 9,066      |            | 14,066     | 5,6         | 8,700      |            | 14,300     | 14,183 | Q         |
| 7   | Shallon Olsen (CAN)       | 5,6         | 8,833      |            | 14,433     | 5,0         | 8,900      |            | 13,900     | 14,166 | Q         |
| 8   | Ellie Black (CAN)         | 5,0         | 9,100      |            | 14,100     | 4,8         | 9,100      |            | 13,900     | 14,000 | Q         |
| 9   | Valentina Georgieva (BUL) | 5,0         | 9,166      |            | 14,166     | 4,8         | 9,033      |            | 13,833     | 13,999 | Q         |
| 10  | Alexa Moreno (MEX)        | 5,4         | 8,766      |            | 14,166     | 5,2         | 8,533      |            | 13,733     | 13,949 | Rezerva 1 |
| 11  | Ming van Eijken (FRA)     | 5,4         | 8,833      |            | 14,233     | 4,4         | 8,933      |            | 13,333     | 13,783 | Rezerva 2 |
| 12  | Csenge Bácskay (HUN)      | 5,0         | 8,900      |            | 13,900     | 4,8         | 8,833      |            | 13,633     | 13,766 | Rezerva 3 |

Rezerve
1. Alexa Moreno (MEX)
2. Ming van Eijken (FRA)
3. Csenge Bácskay (HUN)

Doar două gimnaste din fiecare țară au putut avansa în finala de la sărituri. Gimnastele care nu s-au calificat în finală, dar care au avut punctaje suficient de mari pentru a face acest lucru au fost:
- Jordan Chiles (USA)

### Finala
| Loc | Gimnastă                  | Săritura 1  | Săritura 1 | Săritura 1 | Săritura 1 | Săritura 2  | Săritura 2 | Săritura 2 | Săritura 2 | Total  |
| Loc | Gimnastă                  | Dificultate | Execuție   | Penalizare | Scor 1     | Dificultate | Execuție   | Penalizare | Scor 2     | Total  |
| --- | ------------------------- | ----------- | ---------- | ---------- | ---------- | ----------- | ---------- | ---------- | ---------- | ------ |
| 1   | Simone Biles (USA)        | 6,4         | 9,400      | 0,100      | 15,700     | 5,6         | 9,300      |            | 14,900     | 15,300 |
| 2   | Rebeca Andrade (BRA)      | 5,6         | 9,500      |            | 15,100     | 5,4         | 9,433      |            | 14,833     | 14,966 |
| 3   | Jade Carey (USA)          | 5,6         | 9,133      |            | 14,733     | 5,0         | 9,200      |            | 14,200     | 14,466 |
| 4   | An Chang-ok (PRK)         | 5,0         | 9,066      |            | 14,066     | 5,6         | 8,766      |            | 14,366     | 14,216 |
| 5   | Valentina Georgieva (BUL) | 5,0         | 9,100      |            | 14,100     | 4,8         | 9,066      |            | 13,866     | 13,983 |
| 6   | Ellie Black (CAN)         | 5,0         | 9,100      |            | 14,100     | 4,8         | 8,966      |            | 13,766     | 13,933 |
| 7   | Yeo Seo-jeong (KOR)       | 5,4         | 8,766      |            | 14,166     | 5,0         | 7,666      |            | 12,666     | 13,416 |
| 8   | Shallon Olsen (CAN)       | 5,6         | 8,500      |            | 14,100     | 5,0         | 7,633      |            | 12,633     | 13,366 |